# Nirma Guarulla
Nirma Estela Guarulla Garrido (31 de agosto de 1958 )  es una política venezolana y fue diputada a la Asamblea Nacional por el partido Un Nuevo Tiempo. Es la actual candidata a Gobernadora de Amazonas por dicho partido para las Elecciones regionales de 2025.

## Carrera
Guarulla egresó como licenciada en educación de la Universidad Central de Venezuela (UCV). Presidió el Consejo Legislativo del estado Amazonas hasta 2010; En 2009, fue denunciada ante el Tribunal Supremo de Justicia por la diputada suplente y miembro de la misma institución, Yoskary Sánchez, por convocar a su suplente y no a su persona para distintas sesiones durante ese año. Guarulla fue elegida como diputada a la Asamblea Nacional para el periodo 2011-2015 por el estado Amazonas, cuando formó parte del Comité de Postulaciones Electorales en octubre de 2014 encargado de elegir los rectores al Consejo Nacional Electoral cuyos períodos vencieron el 28 de abril de 2013.
Guarulla fue reelegida como diputada para el periodo 2016-2020; El 5 de enero de 2016 se le desincorporó junto a Julio Ygarza y Romel Guzamana, diputados electos por el estado Amazonas, como medida de la oposición para que el Tribunal Supremo de Justicia declarase el cese del supuesto desacato en el hemiciclo, sin embargo fue reincoporada posteriormente. Fue integrante de la Comisión Permanente de Pueblos Indígenas.
El caso de su desincorporación fue remitido por la Comisión Interamericana de Derechos Humanos a la Corte Interamericana de Derechos Humanos en 2024.